# Hypoponera sulcitana
Hypoponera sulcitana es una especie de hormiga del género Hypoponera, subfamilia Ponerinae.